# Душан С. Бањац (пуковник)
Душан (Симо) Бањац, (Бјелај, код Босанског Петровца, 30. октобар 1936 – Београд, 19. август 2020) био је дипломирани инжињер електротехнике, пензионисани пуковник ВРС и Војске Југославије, научни савјетник, редовни професор.

## Биографија
Душан Бањац рођен је у Бјелајском Ваганцу, од оца Симе Симана Бањца и мајке Драгиње Мирковић из Колунића. У родном мјесту завршио је осмогодишњу школу 1953. године. У Краљеву је завршио Ваздухопловну подофицирску школу везе (1955).
По завршетку Подофицирске школе био је на дужности авиорадио механичара у ваздухопловној ескадрили 5. ваздухопловног корпуса у Загребу. Ванредно је завршио Средњу електротехничку школу у Загребу 1960. године са одличним успјехом и исте године уписао се на Електротехнички факултет Свеучилишта у Загребу као војни стипендиста. Факултет је завршио за 4,5 године као први у генерацији 1965. године. Након завршетка студија добија официрски чин поручника и упућују га у Ракетну школу противваздушне одбране и завршава је 1966. године. По завршетку школе постављен је на дужност инжењера у 2. ракетном дивизиону 250. ракетног пука противваздушне одбране (касније 250. ракетна бригада). На тој дужности био је од 1966 до 1969, а од 1969 до 1973. године био је главни инжењер 250. ракетне бригаде ПВО Београда. У једном периоду био је оперативац у команди 11. дивизије ПВО у Београду. У периоду од 1973. до 1975. године био је на школовању у Командно-штабној академији Ратног ваздухопловства и противваздушне одбране ЈНА . Године 1975. постављен је за команданта Ракетнотехничког дивизиона 250. ракетне бригаде противваздушне одбране.
Године 1988, изабран је у ЦОСИС-у за научног савјетника. На Војнотехничкој академији 1995. године изабран је у звање редовног професора, а 2000. године реизбором потврђено му је научно-наставно звање. У војној служби обављао је техничке, оперативне, командне и научне послове. Био је у ЦОСИС-у "Маршал Тито" у тиму за израду и реализацију научноистраживчких пројеката: "Противдесантна борба у систему ОНО и ДСЗ СФРЈ"; "Противелектронска борба у систему ОНО и ДСЗ"- чији је био стручни водитељ и "Развој и усавршавање система ОНО и ДСЗ СФРЈ".
Објавио је двије књиге из области војних наука: "Електронска борба у противваздушној одбрани" 1986. године и "Противелектронска борба" 1995. године, које су кориштене и као уџбеници у војним академијама. У улози аутора и коаутора учествовао је у изради 23 студије из војних наука урађене у ЦОСИС-у "Маршал Тито". Објавио је више чланака у војним часописима "Војно дјело", "Гласник РВ и ПВО" и више новинских чланака.
Учествовао је у Одбрамбено-отаџбинском рату као помоћник команданта 2. крајишког корпуса за територију и сарадњу са УНПРОФОР-ом.
Добитник је Награде "22. децембар", коју је ЈНА додјељивала за најбоље научно и стручно дјело.
Умро је у Београду, 19. августа 2020. године, Сахрањен је на Новом бежанијском гробљу.